# Louis Matthieu Jacobus Hendrix

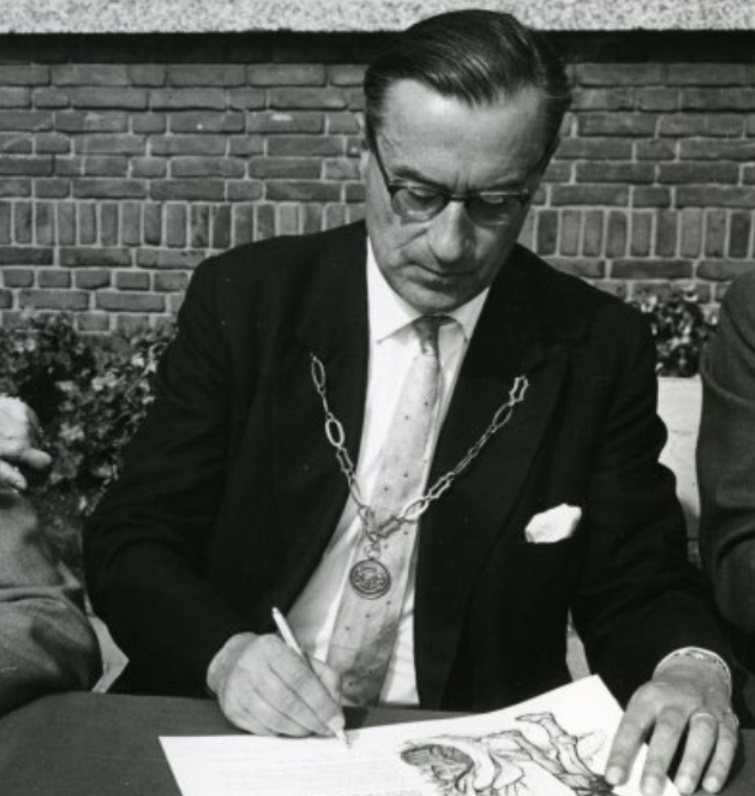
Burgemeester L.M.J. Hendrix (1963)

Louis Matthieu Jacobus Hendrix  (Boxmeer, 23 juli 1905 – Eindhoven, 22 februari 1987) was een Nederlands politicus van de KVP.
Hij werd geboren als zoon van Joseph Matthieu Hendrix en Anna Maria Elisabeth Smeets. Hij begon zijn ambtelijke carrière als volontair bij een gemeentesecretarie waarna hij ging werken bij de gemeente Druten. In 1935 maakte hij de overstap naar de gemeente Wateringen waar hij het bracht tot waarnemend gemeentesecretaris. In januari 1954 werd Hendrix de burgemeester van Berkel en Rodenrijs. In augustus 1970 ging hij daar met pensioen en begin 1987 overleed hij op 81-jarige leeftijd.